# 가미사토촌 (나가노현)
가미사토촌(일본어: 神郷村)은 일본 나가노현 가미미노치군에 있던 촌이다. 현재의 나가노시 도요노 지구의 서안에 해당한다.

## 역사
- 1889년 4월 1일 - 정촌제 시행에 의해 4개 촌의 구역을 확장해 가미미노치군 가미사토촌이 성립하였다.
- 1954년 7월 1일 - 도리이촌과 합병해 도요노촌이 성립하여, 동일 가미사토촌은 폐지되었다.

## 교통

### 철도
- 일본국유철도
  - 이야마선
  - 신에쓰 본선

## 참고문헌
- 角川日本地名大辞典 20 長野県